# Obydlený ostrov
Obydlený ostrov (1969, Обитаемый остров) je vědeckofantastický román ruských sovětských spisovatelů bratrů Strugackých, odehrávající se ve Světě Poledne ve 22. století. Jde o první díl tzv. Kammererovy trilogie nazývané tak podle jejího hlavního hrdiny progresora Maxima Kammerera. Další díly trilogie tvoří Brouk v mraveništi (1979–1980, Жук в муравейнике) a Vlny ztišují vítr, (1985–1986, Волны гасят ветер).
Bratři Strugačtí se v tomto románu opět zabývají především myšlenkou oprávněnosti vývozu revoluce. Kniha je tak ve skutečnosti dosti tvrdou kritikou sovětského systému a cenzura proto měla proti obsahu románu mnoho výhrad (změny museli autoři provést na 896 místech).

## Obsah románu
Román se odehrává roku 2157. Mladý dvaadvacetiletý pilot průzkumné kosmické lodi Maxim Kammerer musí nouzově přistát na planetě Sarakš poté, co byla jeho loď v atmosféře planety poškozena meteority. Krátce poté je jeho loď zničena, jak se později ukáže proto, že byla považována za zbraň.
Sarakš je totiž planeta obývaná lidmi a je v poměrně pokročilém stadiu rozvoje na úrovni pozemského 20. století. Je však zasažena ekologickou katastrofou, způsobenou neustálými válkami mezi mnoha státy a státečky, přičemž v mnoha z nich byly použity i jaderné zbraně. Krajina planety je depresivní, šedivá a zdevastovaná, města se dusí ve smogu a v kyselých deštích. Na okraji radioaktivní pouště živoří mutanti, radioaktivitou znetvoření lidé, a v lesích žijí Hlaváči, inteligentní psi s velikými hlavami, kteří vzniklí pravděpodobně mutací po jaderné válce. Je možné, že za pouští existují i jiné státy ale ty o sobě nedávají vědět. Neustálé napětí však vyvolává takzvaná Ostrovní říše, která vyrostla na třech velkých souostrovích v antarktickém pásmu a která ovládá světový oceán mohutnou flotilou sněhobílých ponorek, vybavených nejmodernějšími vyhlazovacími prostředky.
Kammmerer si nejprve připadá jako robinzon, ale velmi rychle zjistí, že jeho „ostrov“ je obydlený. Brzy je zadržen a donucen stát se vojákem totalitního státu, v jehož čele stojí anonymní Ohňostrůjci, původně pravděpodobně elitní důstojníci, kteří kdysi provedli puč a ukončili válku. Od té doby se však tato vojenská junta snaží za každou cenu udržet u moci. Jejich všudypřítomná válečná propaganda slouží k tomu, aby odpoutávala občany od vnitřních problémů státu. Pořádek ve státě udržuje Bojová legie, která je podobná nacistickým SA. Navíc stát ovládá své obyvatelstvo pomocí zvláštních věží, údajně určených k protiraketové obraně. Ve skutečnosti však jde o zářiče, jejichž vysílání ve většině obyvatelstva vyvolává okamžiky nadšení a pomáhá jim tak řešit rozpor mezi oficiálními prohlášeními a skutečným životem. Mozek ozářeného ztrácel schopnost kritické analýzy reality a v tomto stavu ozářený fungoval jako robot. V malé části obyvatelstva však vysílání vyvolává hrozné bolesti hlavy. Tito lidé, označovaní za degeneráty, nejsou ovšem tak otupělí jako zbytek obyvatelstva a jsou proto nebezpeční. Říká se o nich, že všechny nenávidí a pracují v žoldu nepřítele. Jsou proto pronásledováni, a pokud jsou chyceni, jsou buď popraveni nebo na doživotí uvězněni. Sami Ohňostrůjci však vznikli právě z řad degenerátů a platí za svou moc rovněž bolestmi hlavy.
Kammerer zpočátku bojuje v Legii proti degenerátům, ale postupně zjišťuje pravdu a přejde do podzemního hnutí vedeného především intelektuály, jehož cílem je zničit věže. Dozvídá se také, že největším netvorem z Ohňostrůjců je muž jménem Poutník. Při neúspěšné povstalecké akci je zatčen a poté poslán do pracovně-koncentračního tábora. Podaří se mu uprchnout a za svůj úkol považuje zničení věží. Centrum, které řídí věže, je ovšem chráněno tak silným vysíláním, že se k němu nikdo z degenerátů nemůže přiblížit. Protože však na Kammerera vysílání nepůsobí, pronikne do Centra a zničí jej bombou. Je také rozhodnut zabít Poutníka. Domnívá se, že když vysílání přestane, dojde ke všeobecné revoluci. Ke svému překvapení však zjistí, že Poutník je ve skutečnosti pozemšťan Rudolf Sikorski, agent Galaktické bezpečnosti, který je na planetě Sarakš již pět let jako progresor a po celou tu dobu pečlivě připravuje plán, jak planetu a její obyvatelstvo zachránit. Kammererovým činem je jeho plán v podstatě zmařen, protože vysílací kocovina vede ve dvaceti procentech k šílenství.
Kammer se rozhodne na planetě Sarakš zůstat a pracovat na její záchraně pod vedením Sikorského, ovšem pouze v případě, že vysílací věže nebudou obnoveny, s čímž Sikorski souhlasí.

## Filmové adaptace
- Obydlený ostrov (2008, Обитаемый остров), ruský film, režie Fjodor Bondarčuk, jde o první část dvoudílného filmu.
- Srážka (2009, Cхватка), ruský film, druhá část filmu Obydlený ostrov, režie Fjodor Bondarčuk

## Česká vydání
- Dravci mého století, Obydlený ostrov, Miliardu let před koncem světa, Svoboda, Praha 1985, přeložil Libor Dvořák.
- Obydlený ostrov, Triton, Praha 2009, přeložil Libor Dvořák.